# Тома Смиљанић-Брадина
Тома Смиљанић (Тресонче, 13. јун 1888 — Београд, 10. мај 1969) био је српски етнограф, филолог, песник, прозаиста, драмски аутор и публициста.

## Биографија
Рођен је у селу Тресончу 1888. године, у старом и чувеном „братству” — Брадиновци. Презиме-надимак Брадина је добио по свом прадеди Сарџу Караџи Брадини сеоском прваку из прве половине 19. века. Основну школу српску и бугарску је похађао у родном селу, а затим српску гимназију у Солуну 1906. године. Био је стипендиста Друштва Светог Саве. Радио је као учитељ у српским школама у селима Тресончу, Долном Мелничану и Галичнику (1906—1911). Године 1911. уписао је Филозофски факултет у Београду али му је студије прекинуо Први балкански рат. По избијању рата пријавио се у четнички одред Војводе Вука и са њиме прошао сва бојишта од Кумановске битке до Елбасана. Учествовао је у Првом светском рату и са војском прошао албанску голготу. После опоравка на Крфу је са осталим српским ђацима послат у Француску где завршава студије географије и историје у Клермон Ферану.
По завршетку рата и повратку у земљу предаје у тетовској гимназији о (1920/21) и гимназији у Скопљу (1921—1927), и у Трговачкој академији у истом граду. (1927—1931). Године 1930. поново одлази у Француску на одбрану докторске дисертације под насловом: „Наша стара племена Мијаци и Брсјаци у Јужној Србији”. Између 1931. и 1934. био је народни посланик Галичко-дебарског среза, а затим инспектор и начелник Просветног одељења Вардарске бановине. Учествује у Априлском рату 1941. након чега се повлачи у Србију где током окупације ради у Учитељској школи у Алексинцу.
Године 1946. отишао је у пензију и настанио се у Београду. До смрти 1969. године није престао да се бави научним радом који је почео још као учитељ. Сарађивао је са бројним научним часописима као и са Српском и Македонском академијом наука. Поред антропогеографских истраживања бавио се и литерарним радом.